# Asociación Internacional de Fiscales
La Asociación Internacional de Fiscales (IAP por sus siglas en inglés) es una organización sin ánimo de lucro, creada por las Naciones Unidas en 1995 con sede en Viena, Austria, que reúne a fiscalías y asociaciones de fiscales de todo el mundo.

## Descripción
La organización cuenta con unos 300 000 miembros y 165 organizaciones en más de 120 países, agrupados en 96 jurisdicciones. Según su página web, de los afiliados se espera que se comprometan con los estándares de responsabilidad profesional de la asociación y con la Declaración de los Deberes y Derechos Esenciales de los Fiscales, adoptada en 1999.
La creación de la IAP tuvo sus orígenes en el rápido crecimiento de la delincuencia transnacional en los años 1990 debido a los avances tecnológicos en transporte y telecomunicaciones, sobre todo tratándose de delitos como el narcotráfico, el lavado de dinero y el fraude.
La asociación concede a sus afiliados el derecho a asistir a su asamblea anual y participar en debates y conferencias de contenido profesional y social, ofreciendo la oportunidad para establecer contactos con fiscales de diferentes países y conocer sus retos a nivel nacional y global. Las conferencias regionales en África, América Latina, Europa Occidental, Europa del Este y Asia Central, América del Norte y el Caribe y el Asia-Pacífico son desde hace años eventos regulares en la IAP.
A través de la web de la asociación, que alberga el Foro para la Justicia Penal Internacional - una herramienta muy frecuentada por los fiscales de todo el mundo, se puede acceder a la Red Global de Delitos Fiscales, y a la vez tener acceso a una gran cantidad de información sobre delitos cibernéticos. La asociación también publica boletines periódicos que se distribuyen entre sus miembros.